# NGC 7662
NGC 7662 is een planetaire nevel in het sterrenbeeld Andromeda. Het ligt 1800 lichtjaar van de Aarde verwijderd en werd op 6 oktober 1784 ontdekt door de Duits-Britse astronoom William Herschel. Dit object kreeg de bijnaam Blue Snowball Nebula. NGC 7662 is vrij gemakkelijk op te sporen daar het zich op een drietal graden zuidwestelijk van het vroegere sterrenbeeldje Frederici Honores (Frederiks glorie) bevindt. Dit sterrenbeeldje (dat thans dienst doet als aanwijs-asterisme) bestaat uit de sterren ι, κ, λ, en ψ Andromedae.

## Synoniemen
- PK 106-17.1

## Afbeeldingen

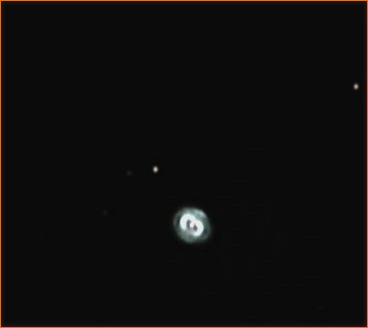
NGC 7662
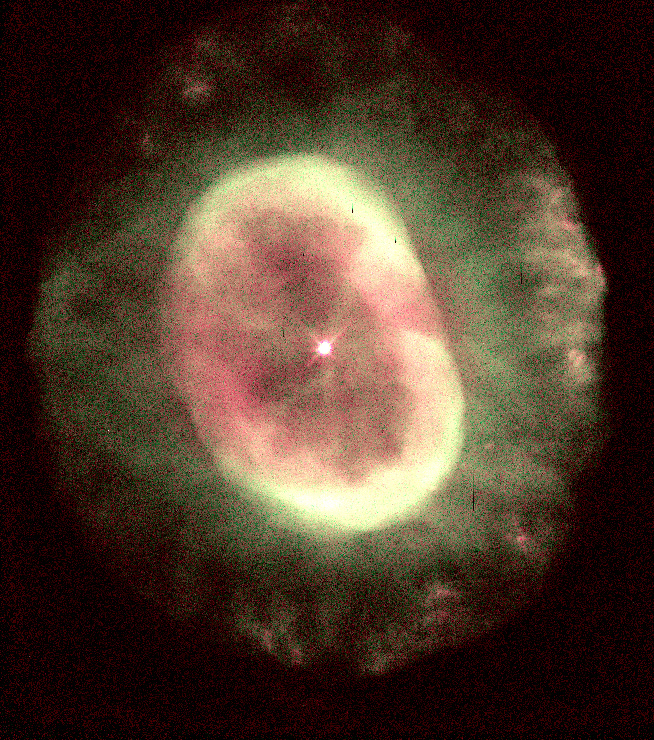
NGC 7662 door Ruimtetelescoop Hubble